# Oscar Camenzind
Oscar Camenzind (Svitto, 12 settembre 1971) è un ex ciclista su strada svizzero.
Professionista dal 1996 al 2004, fu campione del mondo in linea nel 1998 a Valkenburg.

## Carriera

### Gli esordi
Originario di Gersau, paesino di duemila abitanti sul lago dei Quattro Cantoni, è il quinto dei cinque figli (tre maschi, lui, Bruno e Leo, e due femmine, Prisca e Zita) di Adalbert e Josephina Camenzind, contadini proprietari di una fattoria e all'epoca dediti all'allevamento di mucche e maiali. Dopo alcuni trascorsi nello sci, Oscar cominciò a gareggiare in bicicletta all'età di dieci anni, con il Velo Club Gersau, spinto dal fratello Leo, ma riuscì ad ottenere le prime vittorie solo tre anni dopo. Parallelamente, a partire dal 1987 e per ben sette anni, svolse l'attività di postino, lavorando prima ad Altdorf e poi a Zugo.
Da dilettante gareggiò a Ginevra e a seguire, dal 1994 finalmente a tempo pieno, presso il Velo Club di Lugano: i successi non tardarono ad arrivare, Camenzind vinse infatti il Giro del Ticino, il campionato svizzero di categoria, il Giro del Giappone e chiuse undicesimo al campionato del mondo 1995 di Bogotà, tenutosi su un percorso particolarmente selettivo. Questi risultati gli permisero di guadagnarsi, per il 1996, il primo contratto da professionista – benché al minimo di stipendio, 35 milioni di lire annuali – in carriera presso la squadra italiana Panaria-Vinavil diretta da Pietro Algeri (a segnalarlo era stato però Ernesto Colnago). Al primo anno nella massima categoria lo svizzero fece sue tre tappe al Grand Prix Tell, concludendo secondo nella generale della medesima corsa.

### 1997-1998: il mondiale e il Lombardia
Nel 1997 si trasferì alla Mapei-GB, mettendo a referto ben sette vittorie, tra cui il titolo nazionale svizzero Elite e due tappe al Giro di Svizzera, che concluse al secondo posto della generale preceduto dal solo Christophe Agnolutto. Sue furono inoltre la classifica finale del Grand Prix Tell, due tappe al Giro d'Austria e la cronocoppie Grand Prix Telekom, vinta gareggiando insieme al belga Johan Museeuw. Sempre in maglia Mapei fu autore della sua migliore stagione, quella del 1998. In maggio si classificò quarto al Giro d'Italia, dopo aver lavorato come gregario per il russo Pavel Tonkov (secondo), poi dovette saltare il Giro di Svizzera per sottoporsi ad un'operazione di rimozione di una cisti al soprassella. In ottobre riuscì invece ad aggiudicarsi, nell'arco di sette giorni, due prestigiosissime gare, il campionato mondiale su strada di Valkenburg e il Giro di Lombardia.
A Valkenburg riportò la Svizzera all'iride quarantasette anni dopo il successo di Ferdi Kübler. Nell'occasione decisivo fu il suo attacco solitario iniziato a otto chilometri dall'arrivo, in una giornata, l'11 ottobre, caratterizzata dalla pioggia e dal freddo: sul traguardo andò a precedere di una ventina di secondi la coppia formata da Peter Van Petegem e Michele Bartoli. Pochi giorni dopo si presentò al via della Milano-Torino, concludendo secondo, e del Giro del Piemonte. Il 17 ottobre Camenzind ottenne quindi il primo trionfo da iridato facendo suo il Giro di Lombardia: quel giorno attaccò con Michael Boogerd e Wladimir Belli sul Berbenno, a 83 chilometri dall'arrivo, se ne andò sulla Forcella di Bura insieme a Boogerd, resistette al rientro degli inseguitori e fu poi abile a battere l'olandese sul traguardo di Piazza Matteotti a Bergamo. Con questo trionfo divenne il sesto corridore in grado di vincere la "Classica delle foglie morte" da iridato: prima di lui vi erano riusciti Alfredo Binda, Tom Simpson, Eddy Merckx, Felice Gimondi e Giuseppe Saronni.

### 1999-2003: la vittoria alla Liegi e il declino
Per la stagione 1999 il campione mondiale in carica tornò alla Panaria, divenuta Lampre-Daikin, con l'obiettivo primario di arrivare sul podio al Giro d'Italia e di vincere il Giro di Svizzera. Dopo alcuni piazzamenti nelle classiche (quarto alla Freccia Vallone, ottavo alla Liegi-Bastogne-Liegi) in aprile ottenne la prima vittoria stagionale, suo secondo successo con l'iride sul petto, in una tappa del Giro del Trentino. Tuttavia, per quanto concerne la Corsa Rosa 1999, lo svizzero non mantenne le aspettative, pagò pesanti distacchi sulle Alpi (peraltro cadde nella discesa del Mortirolo, ferendosi all'arcata sopraccigliare sinistra) e dovette accontentarsi dell'undicesima piazza nella graduatoria generale finale, a 17'39" dal vincitore Ivan Gotti. Anche al Giro di Svizzera deluse, infatti, pur siglando un successo di tappa, si classificò quinto. Nel finale di stagione fu quindi sesto al campionato mondiale su strada di Verona (giunse col gruppetto dei migliori) e quarto al Giro di Lombardia.
Cambiò allora i propri programmi, e per l'annata 2000 si concentrò prevalentemente sulle classiche per poter ambire alla Coppa del mondo. Ancora una volta però deluse le aspettative e nelle gare di Coppa non riuscì nemmeno mai a entrare tra i primi dieci (l'undicesimo posto al Giro delle Fiandre fu il miglior risultato); si consolò comunque con l'importante successo nella classifica generale del Giro di Svizzera, vinto davanti agli italiani Dario Frigo e Wladimir Belli. L'anno dopo, nel 2001, riuscì ad imporsi per la prima volta in una classica del nord, facendo sua la Liegi-Bastogne-Liegi: quell'edizione, l'ottantasettesima, della Decana, valida come quarta prova della Coppa del mondo, si risolse con una volata ristretta nella quale Camenzind superò, un po' a sorpresa, i quattro compagni di fuga Rebellin, Etxebarria, Casagrande e Boogerd. In giugno lo svizzero vinse quindi la decima ed ultima tappa del Giro di Svizzera, firmando il secondo successo stagionale: nell'occasione batté allo sprint gli altri quattro fuggitivi di giornata.
Nel 2002 passò alla Phonak, formazione svizzera: in quell'annata chiuse primo al Sachsen-Tour International, con una vittoria di tappa, ottavo al Campionato di Zurigo, secondo alla Milano-Torino e terzo al Giro di Lombardia. L'anno dopo, nel 2003, mise invece a referto un solo successo, l'ultimo della sua carriera, ancora in una tappa del Sachsen-Tour International; fu inoltre settimo al Campionato di Zurigo, terzo alla Coppa Placci e al Gran Premio Industria e Commercio di Prato, quarto al Giro del Veneto e ai campionati nazionali svizzeri.

### 2004: la positività e il ritiro
Nella stagione 2004 l'ex campione del mondo ottenne pochi risultati di rilievo: si classificò infatti terzo ai campionati nazionali, nono al Giro di Svizzera e undicesimo all'Amstel Gold Race. Nell'agosto dello stesso anno uscì però la notizia che un controllo antidoping a sorpresa, svolto durante un allenamento del 22 luglio precedente, aveva evidenziato una positività di Camenzind all'EPO: il ciclista venne immediatamente escluso dalla squadra svizzera per i Giochi olimpici di Atene (era tra i cinque preselezionati), nonché licenziato in tronco dalla Phonak, secondo quanto previsto dal regolamento interno al team.
La positività spinse così Camenzind – che nemmeno aveva richiesto le controanalisi al test – ad annunciare immediatamente il proprio ritiro dalle corse tramite una conferenza stampa svoltasi a Lucerna; in quell'occasione ammise anche di aver assunto l'EPO. In settembre, nonostante il ritiro, il Comitato olimpico svizzero provvide a formalizzare i canonici due anni di squalifica dalle gare con annessa ammenda.

## Palmarès
- 1994 (Dilettanti)

Hegiberg-Rundfahrt
- 1996

Hegiberg-Rundfahrt
2ª tappa Grand Prix Tell
4ª tappa Grand Prix Tell
5ª tappa Grand Prix Tell
- 1997

Prologo Österreich-Rundfahrt (cronometro)
5ª tappa Österreich-Rundfahrt
Classifica generale Grand Prix Tell
Campionati svizzeri, Prova in linea
Schynberg Rundfahrt Sulz
1ª tappa Tour de Suisse (Romanshorn, cronometro)
9ª tappa Tour de Suisse (Davos)
Grand Prix Breitling (cronometro, con Johan Museeuw)
- 1998

Campionati del mondo, Prova in linea
Giro di Lombardia
- 1999

3ª tappa Giro del Trentino (Fondo > Malcesine)
7ª tappa Tour de Suisse (Nauders)
- 2000

Classifica generale Tour de Suisse
- 2001

Liegi-Bastogne-Liegi
10ª tappa Tour de Suisse (Losanna)
- 2002

2ª tappa Sachsen-Tour International (Klingenthal)
Classifica generale Sachsen-Tour International
- 2003

3ª tappa Sachsen-Tour International

## Piazzamenti

### Grandi Giri
- Giro d'Italia

1998: 4º
1999: 11º
2001: 27º
- Tour de France

1996: 36º
1997: 12º
- Vuelta a España

1998: 16º
1999: 48º
2000: 22º
2001: ritirato (13ª tappa)
2002: non partito (16ª tappa)

### Classiche monumento
- Milano-Sanremo

1996: 154º
1999: 29º
2000: 28º
2001: 40º
2003: 36º
2004: 26º
- Giro delle Fiandre

1996: 94º
2000: 11º
2003: ritirato
2004: 83º
- Liegi-Bastogne-Liegi

1999: 8º
2000: 13º
2001: vincitore
2004: 54º
- Giro di Lombardia

1996: 15º
1998: vincitore
1999: 4º
2000: 15º
2002: 3º
2003: ritirato

### Competizioni mondiali
- Campionati del mondo

Duitama 1995 - In linea Dilettanti: 11º
Lugano 1996 - In linea Elite: 32º
San Sebastián 1997 - In linea Elite: 21º
Valkenburg 1998 - In linea Elite: vincitore
Verona 1999 - In linea Elite: 6º
Plouay 2000 - In linea Elite: 15º
Zolder 2002 - In linea Elite: 46º
Hamilton 2003 - In linea Elite: 70º
- Giochi olimpici

Sydney 2000 - In linea: 37º

## Riconoscimenti
- Mendrisio d'argento del Velo Club Mendrisio nel 1995
- Sportivo svizzero dell'anno nel 1998